# Боженица
Боженица (болг. Боженица) — село в Болгарии. Находится в Софийской области, входит в общину Ботевград. Население составляет 110 человек (2022).
Рядом с селом находится Школьный лес.

## Политическая ситуация
Боженица подчиняется непосредственно общине и не имеет своего кмета.
Кмет (мэр) общины Ботевград — Георги Цветанов Георгиев (коалиция партий:гражданский союз за новую Болгарию, национальное движение «Симеон Второй» (НДСВ), Болгарская социал-демократия (БСД)) по результатам выборов.